# Marene
Marene est une commune italienne d'environ 3 000 habitants située dans la province de Coni dans la région Piémont dans le nord-ouest de l'Italie.

## Administration
| Période                                  | Période | Identité | Étiquette | Qualité |
| ---------------------------------------- | ------- | -------- | --------- | ------- |
|                                          |         |          |           |         |
| Les données manquantes sont à compléter. |         |          |           |         |

### Communes limitrophes
Cavallermaggiore, Cervere, Cherasco, Savigliano